# Роберт Михелс
Роберт Михелс (на немски: Robert Michels) е германски социолог, който изследва политическото поведение на интелектуалните елити и доразвива Теорията за елита. Известен е с книгата си „Политическите партии“, която описва т.нар. „Железен закон на олигархията“. Политически той преминава от социалдемокрацията към революционния синдикализъм, а по-късно към Италианския фашизъм.

## Биография
Роден е на 9 януари 1876 г. в Кьолн, Германия. Учи в Англия, в Парижката Сорбона и в университетите в Мюнхен, Лайпциг, Хале и Торино. Първоначално става социалист, докато преподава в Университета Марбург и става активен в радикалното крило на Социалдемократи. Напуска партията през 1907 г. В Университета на Торино той преподава икономика, политически науки и социология. През 1914 г. става професор по икономика в Базелския университет, където остава до 1926 г. Последните си години прекарва в Италия, преподавайки икономика и история на доктрините в Университета на Перуджа.
Умира на 2 май 1936 г. в Рим, Италия.